# Silvareccio
Silvareccio település Franciaországban, Haute-Corse megyében. Lakosainak száma 100 fő (2022. január 1.). Silvareccio Casalta, Loreto-di-Casinca, Monte, Penta-di-Casinca, Piano és Porri községekkel határos.

## Népesség
A település népessége az elmúlt években az alábbi módon változott:
| Lakosok száma | 173  | 73   | 77   | 117  | 121  | 126  | 131  | 114  | 106  | 100  |
|               | 1968 | 1982 | 1990 | 2006 | 2013 | 2015 | 2017 | 2019 | 2020 | 2022 |